# شمعون أجرانات
شمعون أجرانات (بالعبرية: שמעון אגרנט‏) (5 سبتمبر 1906- 10 أغسطس 1992) هو قاضي إسرائيلي والرئيس الثالث للمحكمة العليا في إسرائيل، من عام 1965 حتى عام 1976.
حصل على جائزة إسرائيل لمساهمته في القانون الإسرائيلي في عام 1968. 
وترأس لجنة أجرانات للتحقيق في حرب يوم الغفران (حرب أكتوبر) 1973.

## حياته
وُلد أجرانات في عائلة يهودية صهيونية في مدينة لويزفيل بولاية كنتاكي في الولايات المتحدة الأمريكية في عام 1906. وكان والداه آرون جوزيف أجرانات وبوليا شنيتزر، قد هاجرا إلى الولايات المتحدة من روسيا قبل ولادته بوقت قصير. ونشأ أجرانات في شيكاغو ودرس في مدارس يهودية. ثم درس القانون والفلسفة في جامعة شيكاغو وتخرج عام 1929 بدرجة دكتوراه في القانون من كلية الحقوق بجامعة شيكاغو. وهاجر إلى فلسطين تحت الانتداب البريطاني في عام 1930 واستقر في حيفا.
كان أجرانات يتحدث اللغة العبرية بلكنة أمريكية واضحة. 
تزوج من كارمل فريدلاندر، ابنة إسرائيل فريدلاندر وابنة أخت نورمان بينتويتش. وعاش الزوجان في نايوت في القدس،  وأنجبا خمسة أطفال.
وتوفي في القدس في 10 أغسطس 1992. 

## عمله القضائي
في أبريل 1932 حصل على رخصة لممارسة المحاماة في فلسطين. وبعد أن أنهى فترة تدريب في القدس عمل كمحامي خاص. وفي عام 1940، عيّن قاضياً في محكمة ابتدائية في حيفا. وفي عام 1948، أصبح رئيس محكمة دائرة حيفا.
وفي ديسمبر 1948 عُين أجرانات في المحكمة العليا الإسرائيلية عن عمر يناهز 42 عامًا، ليصبح أحد أصغر قضاة المحكمة العليا في العالم.  ومن عام 1954 إلى عام 1966، عمل أستاذاً زائراً في مادة القانون الجنائي في الجامعة العبرية في القدس أثناء عمله في المحكمة العليا. وعيّن رئيساً للمحكمة العليا عام 1965، وشغل هذا المنصب حتى عام 1976، وتقاعد عن عمر يناهز السبعين.
وفي عام 1974، ترأس لجنة أجرانات وهي لجنة سياسية أنشأت للتحقيق في حرب يوم الغفران عام 1973. وقد أدت النتائج التي توصلت هذه اللجنة إلى استقالة رئيسة الوزراء غولدا مائير، ووزير الدفاع موشيه ديان، ورئيس أركان الجيش الإسرائيلي دافيد إلعازار. 
وبعد تقاعده، درَّس في الجامعة العبرية في القدس وجامعة تل أبيب. 

## جوائز وتكريمات

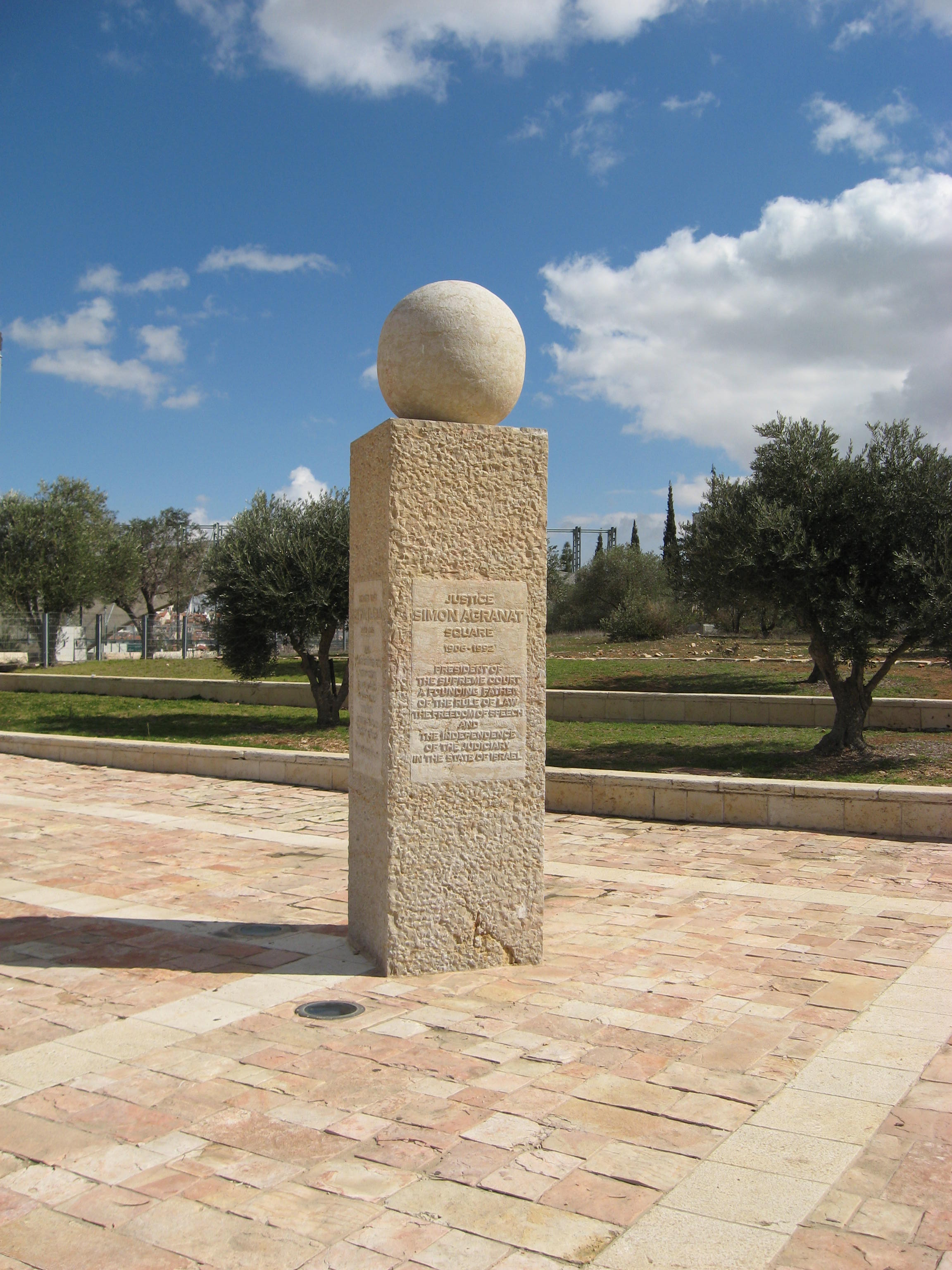
ميدان أجرانات عند مدخل المحكمة العليا الإسرائيلية في عام 2011

في عام 1968، حصل على جائزة إسرائيل لمساهمته في القانون الإسرائيلي. 
وسمي أحد الميادين باسمه وهو الميدان الواقع أمام مدخل المحكمة العليا الإسرائيلية 